# Luciano Valente
Luciano Valente (Groninga, Países Bajos, 4 de octubre de 2003) es un futbolista italiano que juega como centrocampista en el Feyenoord de la Eredivisie.

## Trayectoria
Tras crecer en las inferiores del F. C. Groningen debutó el 14 de agosto de 2022 en la derrota ante el A. F. C. Ajax. Desde entonces estuvo tres años en el primer equipo y en julio de 2025 fichó por el Feyenoord.

## Clubes
| Club            | País         | Año       | Partidos | Goles |
| --------------- | ------------ | --------- | -------- | ----- |
| F. C. Groningen | Países Bajos | 2022-2025 | 94       | 10    |
| Feyenoord       | Países Bajos | 2025-     |          |       |